# Bühl (Ottobeuren)
Bühl ist ein Ortsteil des oberschwäbischen Marktes Ottobeuren.

## Geografie
Der Weiler Bühl liegt etwa sechs Kilometer südlich von Ottobeuren. Der Ort ist durch die  Staatsstraße St 2011 an den Hauptort angebunden. Nördlich schließt sich der Bühler Wald an.

## Geschichte
Bühl war Sitz eines Ottobeurer Dienstmannengeschlechts. Zwischen 1180 und 1228 wurde von Konrad de Buhilo und Hailwei von Byl berichtet. 1564 wurden 43 Einwohner erwähnt. Die Zahl der Einwohner nahm bis 1811 auf 18 in 2 Anwesen mit 3 Feuerstellen ab. Heute besteht der Weiler aus 3 Gehöften.